# Cabal Online
Cabal Online is een gratis 3D massively-multiplayer online role-playing game (MMORPG) ontwikkeld door het Koreaanse bedrijf ESTSoft en in Europa gepubliceerd door Games-Masters.

## Complot
Het spel speelt zich af in de fictieve wereld "Nevareth", vernietigd door een groep demonen genaamd Cabal. Uit de overlevenden stonden de zeven "Sages" op die samen met de overlevenden Nevareth stukje bij beetje weer opbouwden.
Jaren later werd de Cabal weer actief en is het aan de speler om het kwaad te bestrijden door een zo sterk mogelijk karakter te ontwikkelen waarmee de quests, die deze verhaallijn volgen, te voltooien.

## Klassen
Spelers maken aan het begin van het spel een zogenaamd karakter aan waarbij gekozen kan worden uit verschillende klassen:
- Warrior
 Een melee karakter wat doet denken aan een ridder met een tweehandig groot zwaard.
- Blader
 Een melee karakter wat doet denken aan een ninja met twee katana's of twee zwaarden of een zwaard en een katana.
- Force Shielder
 Een melee/magic karakter met een zwaard en een schild. Gespecialiseerd in verdedigen.
- Force Blader
 Een melee/magic karakter wat naast zijn zwaard ook magie kan gebruiken.
- Force Archer
 Een magic karakter met een boog. Naast de middelsterke aanvallen vult dit karakter ook een ondersteunende rol in het genezen van gewonde karakters.
- Wizard
 Een magic karakter met een lage weerstand die gebruikmaakt van krachtige magische aanvallen.

## Gameplay

### Thema
Het thema in het spel is een mengeling van middeleeuwse dorpjes en personages vermengd met futuristische postapocalyptische aspecten zoals in bijvoorbeeld de film Waterworld.

### Spelconcept
Spelers kunnen hun karakter sterker maken door Experience Points te vergaren. Deze kunnen worden verdiend door grinden of het volbrengen van quests. Met de quests wordt er een verhaallijn gevolgd en kunnen er items of alz, het in-game betaalmiddel, worden verkregen.
Bij het behalen van een bepaald aantal Experience Points gaat de speler een level omhoog en zal het karakter sterker worden en meer mogelijkheden krijgen. Het hoogst te behalen level in Cabal is 190.(na de laatste update)
Er kan ook tegen andere spelers gevochten worden in zogenaamde duels
(PvP - Player Versus Player), deze duren maximaal 3 minuten.

### Spelwereld
In tegenstelling tot veel andere MMORPG's zoals World of Warcraft maakt Cabal gebruik van losse mappen en niet van een wereld. Door middel van een portaal kan de speler heen en weer reizen tussen de verschillende mappen. In het begin van het spel zullen 3 mappen beschikbaar zijn waarna vanaf level 50 om de 15 levels een nieuwe map wordt vrijgespeeld.
De 3 mappen die vanaf het begin van het spel beschikbaar zijn:
- Desert Scream, een woestijn landschap.
- Bloody Ice, een ijs landschap.
- Green Despair, een regenwoud landschap.

Net zoals veel andere MMORPG's bevat Cabal ook dungeons; tijdsgelimiteerde mappen die een aantal uitdagingen bevatten zoals het verslaan van extra sterke monsters of het oplossen van puzzels.

### Skills
Het skill systeem staat in Cabal los van het karakter level en wordt bepaald door je Skillrank. Voor elke skill die je gebruikt zal er aparte Skill exp worden verdiend en zal de Skillrank bij een bepaald aantal skillpunten omhoog gaan. Hieronder zie je een overzicht van de verschillende ranks en bijhorende levels.
Je Skillrank bepaalt welke aanvallen er aangeleerd kunnen, in tegenstelling tot veel andere MMORPG's waarbij dit het karakter level is.
| Skill Rank  | Requirements             |
| ----------- | ------------------------ |
| Novice      | Level 1, Class Rank 1    |
| Apprentice  | Level 10, Class Rank 2   |
| Regular     | Level 30, Class Rank 4   |
| Expert      | Level 40, Class Rank 5   |
| A. Expert   | Level 50, Class Rank 6   |
| Master      | Level 60, Class Rank 7   |
| A. Master   | Level 70, Class Rank 8   |
| G. Master   | Level 80, Class Rank 9   |
| Completer   | Level 90, Class Rank 10  |
| Transcender | Level 100, Class Rank 11 |

Bij elke rank omhoog zullen er een aantal nieuwe skills worden vrijgespeeld die met alz gekocht kunnen worden.

### Nation War
Zodra een speler level 52 heeft bereikt kan deze deelnemen aan Nation War. Nation War wordt om de 4 uur in een aparte server gehouden. Spelers kunnen een Nation (Capella of Procyon) kiezen, op Nation War inloggen en met maximaal 200 andere spelers tegelijk tegen elkaar spelen.

## Cash Shop
Om de servers en ontwikkelingskosten te kunnen financieren is er in Cabal een Cash Shop gebouwd. Dit biedt spelers de mogelijkheid om tegen een geldbedrag enkele voordelen te verkrijgen tegenover gratis gebruikers. Hier vallen onder andere bonus Experience Points en speciale kostuums onder.